# Museo della navigazione nelle acque interne
Il Museo della Navigazione nelle Acque Interne (MNAI) è un museo specializzato, di proprietà del Comune di Capodimonte, in provincia di Viterbo. 

## Storia

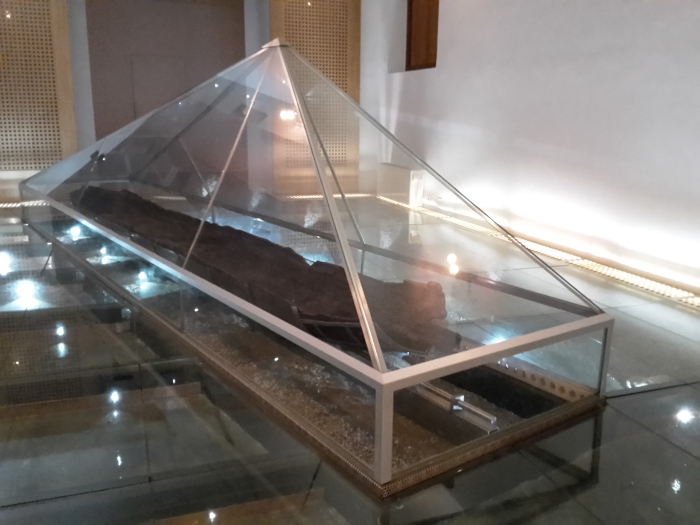
La piroga dell'età del bronzo rinvenuta nel 1989 presso Punta Calcino, Isola Bisentina.

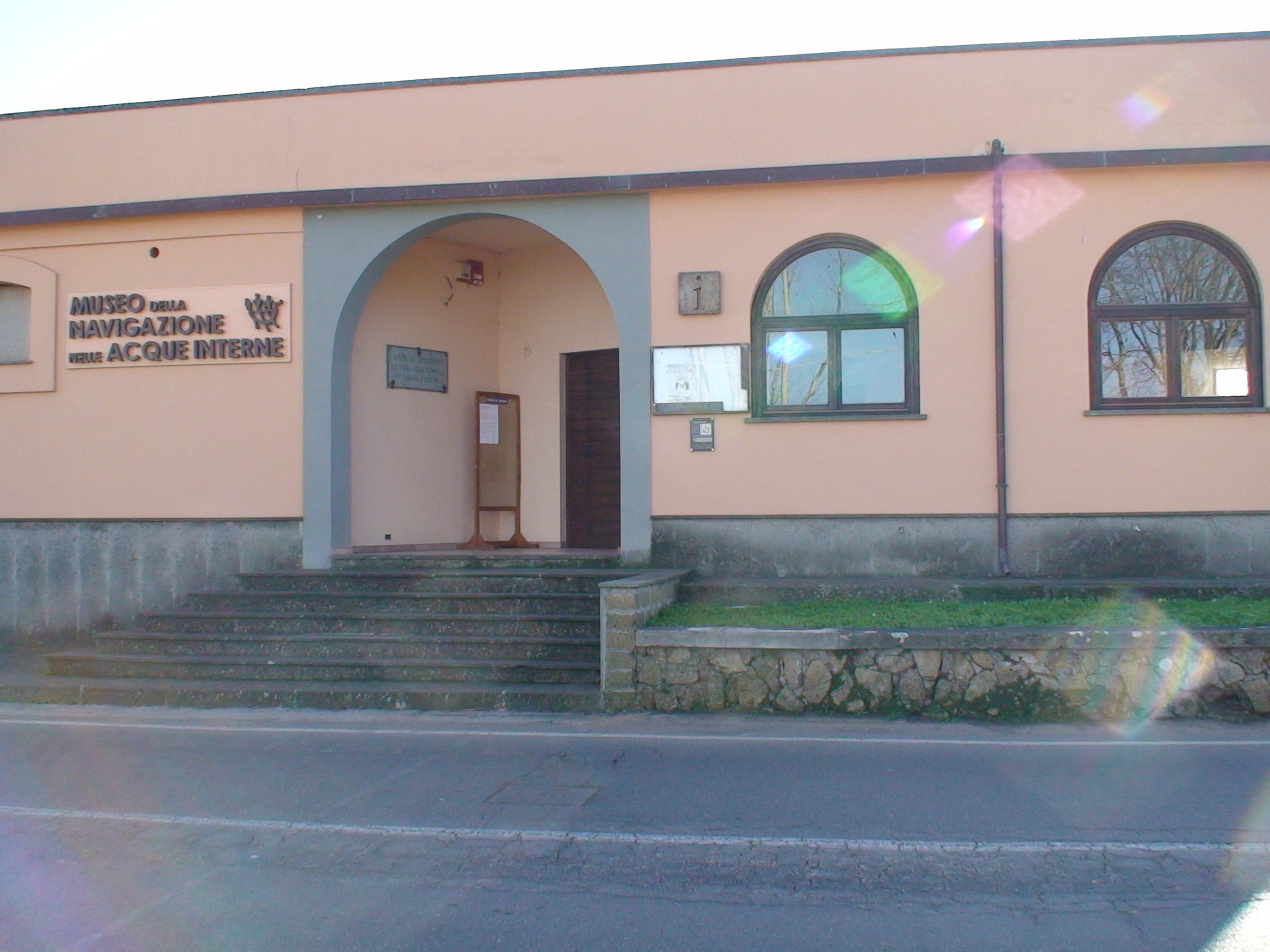
Facciata del museo

Il museo comunale di Capodimonte, in provincia di Viterbo, fu creato per esporre la piroga monòssila dell'Età del Bronzo, recuperata nel lago di Bolsena, presso l'Isola Bisentina, nel 1989. La piroga, ricavata da un unico tronco di faggio, lungo 6,16 m, è probabilmente un raro esempio di piroga doppia, unico nel Lazio, come fanno ipotizzare le due appendici, originariamente forate. La piroga monòssila è stata datata tra la fine dell'età del Bronzo medio e il Bronzo finale (1365-1020 a. C.).

## Descrizione

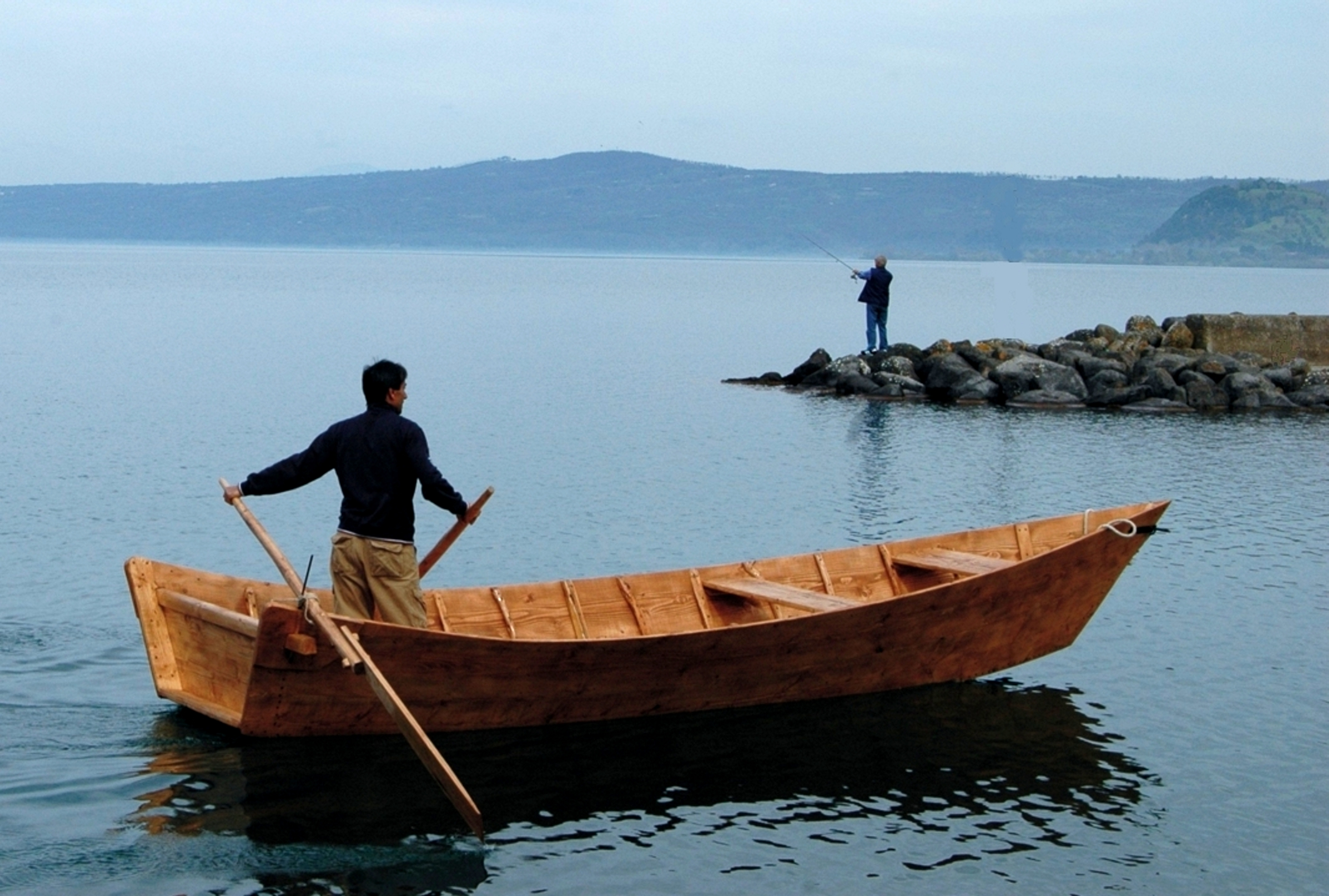
Barca tradizionale del lago di Bolsena.

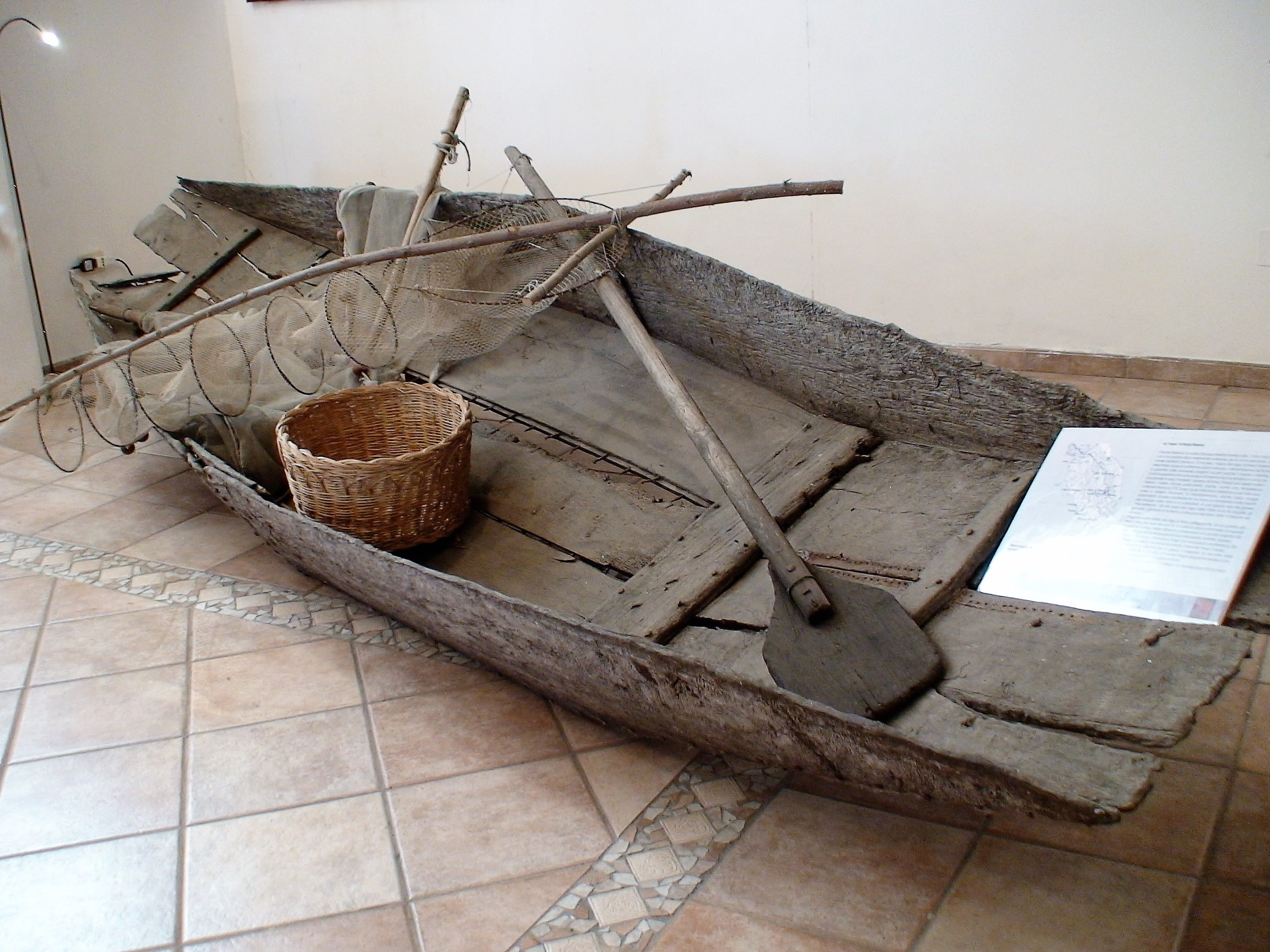
Barca tradizionale del lago di Posta Fibreno (XIX secolo)

Partendo dalla piroga monòssila dell'età del Bronzo, il percorso espositivo illustra secoli di usi, tradizioni e tecnologie nel settore navale delle acque interne. Dalle prime rudimentali imbarcazioni, infatti, in primo luogo la zattera e poi, in parte, la piroga monòssila, derivano le barche tradizionali italiane, tra le quali la barkka del lago di Bolsena, la tipica barca da pesca usata in queste zone almeno fin dall’epoca medievale, ritenuta, come la barca del lago Trasimeno, di probabile derivazione dalla zattera, e la naue dal lago di Posta Fibreno, la cui struttura longitudinale e l’assenza di strutture portanti di un certo rilievo, indicano l’origine dalle imbarcazioni monòssile.
Il nuovo allestimento
- I nuovi modellini

Ai sette modellini realizzati da Carlo Brignola per l’allestimento originario, si sono aggiunti, di recente, altre preziose riproduzioni donate da Marco Bonino, uno dei più autorevoli studiosi di Archeologia e Architettura navale, da lui stesso realizzate per alcuni studi che hanno segnato la storia degli sviluppi dell’archeologia navale: si tratta dei modellini in scala del Fassone dello Stagno di Cabras, tipica imbarcazione sarda, di un Carabus (barca di vimini rivestita di pelli) di età romana, proveniente dalla zona del Delta del Po, di tre piroghe monòssile piemontesi da Mercurago (lago Maggiore), dal lago di Monate e dal lago di Bertignano, e di una piroga monòssila da Angera (lago di Verbano), le cui datazioni coprono un arco cronologico compreso tra l’età del ferro e l’età storica. La collezione si chiude con un modellino di barca cicladica (antica età del bronzo), riprodotta prendendo spunto da modellini di terracotta provenienti da Palaikastro e Mochlos (Creta), che rappresenta la fusione tra la monòssila, che costituisce il fondo della barca, e le sponde fatte di tavole, quindi una sorta di anello di congiunzione tra le due differenti tecnologie di costruzione navale.
- Le barche tradizionali da diporto e da pesca

Nel biennio 2017/18 il museo è stato oggetto di importanti ampliamenti del proprio apparato espositivo grazie da un lato a ricerche svolte dal principio del 2018 sul territorio laziale ed umbro, che hanno condotto all’individuazione di due interessanti barche storiche, in seguito acquisite dal MNAI: la prima non è una barca da lavoro, ma da diporto, tipica del lago di Bracciano. Si tratta della barca a vela conosciuta come “Sabatina”, creata negli anni Trenta dai fratelli Eugenio e Giuseppe Cerocchi e da Federico Zunini, per le gare veliche locali. L’esemplare ora esposto al museo è la Sabatina 22, realizzata in compensato marino. Grazie alle informazioni ottenute dagli eredi dei Fratelli Cerocchi, si è potuti risalire anche al nome  dell’artigiano che l’ha realizzata, probabilmente durante gli anni Sessanta,  Roberto Scanu.

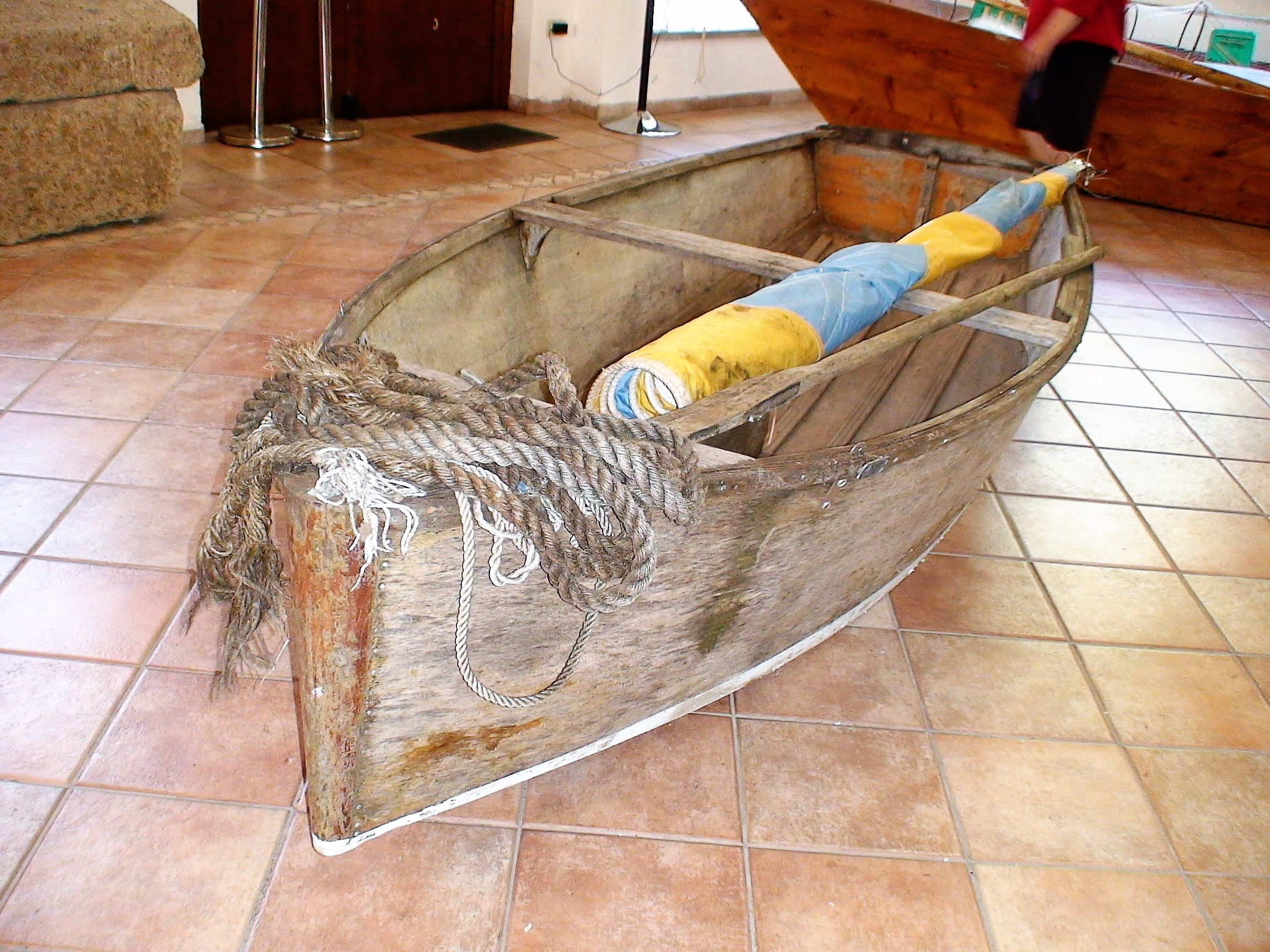
Sabatina a vela del lago di Bracciano

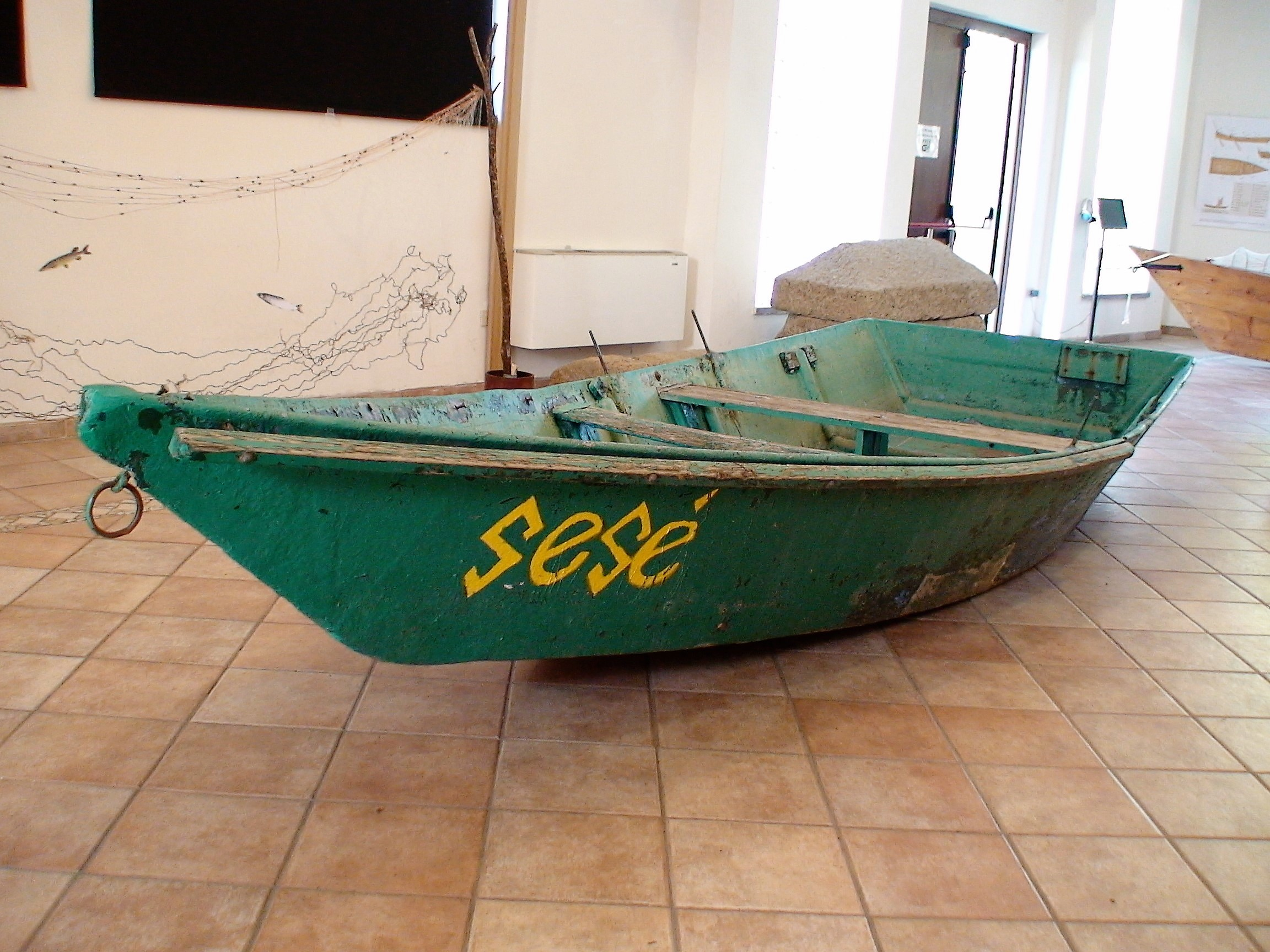
Barca tradizionale del lago di Bracciano, zona di Trevignano Romano (RM)

Anche la seconda barca musealizzata proviene dal lago di Bracciano. Si tratta della tipica barca da pesca con prua “a punta” che apparteneva ad un pescatore di Trevignano Romano, Sergio Gazzella, detto Sesè, come riportato sulla prua del natante. Questa imbarcazione, che è solo uno dei due tipi in uso nel lago di Bracciano (l’altro è la cosiddetta “battana”, con la prua tagliata), è molto simile come forma alla barca del lago di Bolsena, ma è di dimensioni più piccole, tra i 4 e i 5 metri di lunghezza (contro i quasi sette metri della barca del lago di Bolsena).
- La collezione etnografica

L’ultima sala espositiva, ex Mediateca, dal 2017 è stata interamente dedicata al tema della pesca. Grazie alle donazioni di alcuni privati cittadini, dallo scorso anno, e in particolare in questi ultimi mesi, l’esposizione museale si è arricchita con una suggestiva collezione etnografica formata da due distinte raccolte: la prima è costituita da un cospicuo gruppo di pesi da rete fittili, usati dai pescatori locali per zavorrare le reti fino agli anni Cinquanta, dono di Piero Carosi; la seconda è composta da una serie di oggetti legati alla vita dei pescatori del lago di Bolsena, donati al museo da Mario Bordo, esponente di un’antica famiglia di pescatori bolsenesi, che comprende vari tipi di reti: artavelli, dirlindane o turlindane (strumenti per la pesca a traino), filarelle o palàmiti, per catturare le anguille, e oggetti vari della vita quotidiana, tra cui la tipica “pignatta” per cucinare la zuppa di pesce di lago, la famosa “sbroscia” del lago di Bolsena. Completano la nuova esposizione due splendidi diorami, realizzati dallo stesso Mario Bordo, che illustrano i tradizionali insediamenti dei pescatori con le suggestive “cappanne”, fatte di canne palustri, usate dai pescatori fino agli anni ’60 e ’70.
Altre reti da pesca sono state donate al museo dall’anziano pescatore Elio Natali, uno degli ultimi rappresentanti del vecchio mondo dei pescatori del lago di Bolsena, oggi quasi tutti concentrati nel suggestivo Borgo dei Pescatori di Marta.